# Defense Distinguished Service Medal
A Defense Distinguished Service Medal egy amerikai katonai kitüntetés, amelyet az Amerikai Egyesült Államok nemzetbiztonságával vagy védelmével kapcsolatos kiemelkedő szolgálatért ítélnek meg. A kitüntetést Richard Nixon elnök hozta létre 1970. július 9-én.
Ezt a kitüntetést csak a legmagasabb rangú katonák kapják meg, akik összfegyvernemi szolgálatot teljesítenek. A DDSM-et továbbá olyan rangidős tiszteknek ítélhetik meg, akiknek a honvédelem vagy a nemzetbiztonság térén nyújtott teljesítményük annyira kiemelkedő volt, amilyenre általában csak lényegesen magasabb beosztású katonáknak van lehetőségük.
A Defense Distinguished Service Medal az Egyesült Államok legmagasabb rangú, békeidőben adható kitüntetése. Erre a kitüntetésre általában az olyan magas rangú tisztek jogosultak, mint amilyen az összevont vezérkar elnöke és elnökhelyettese, a fegyvernemek vezérei és vezérhelyettesei, valamint az egyesített katonai parancsnokságok parancsnokai és parancsnokhelyettesei, akik közvetlen kapcsolatban állnak a védelmi miniszterrel és más, magas rangú hivatalnokkal.
A kitüntetés aranyból készült, előlapján egy csúccsal felfelé álló világoskék zománc ötszöggel (pentagon). Előtérben egy balra néző, széttárt szárnyú sasmadár, karmai között három, egymást keresztező nyílvesszővel. A sas mellkasán az Egyesült Államok pajzsa található. A sast és az ötszöget egy aranysáv veszi körbe, felül tizenhárom ötágú csillaggal, alul baloldalt babér-, jobboldalt olajbogyó-koszorúval. A csillagsáv hátlapján a „For Distinguished Service” (kiemelkedő szolgálatért) vésett szöveg szerepel. Az ötszög hátlapján a „From The Secretary of Defense To” (a honvédelmi miniszter adományozza … részére) szöveget a kitüntetett neve követi. Ezt a kitüntetést az összes többi Distinguished Service Medal előtt viselik, és nem adható olyan időszakban, amikor a kitüntetett már kapott egy Army, Navy, Air Force vagy Coast Guard Distinguished Service Medalt.
A Defense Distinguished Service Medal többszörös odaítélését tölgyfaleveles kisdíszítéssel jelölik.